# Phoroneus
Phoroneus (Oudgrieks: Φορωνεύς) was in de Griekse mythologie een cultuurheld van de Griekse streek Argolis. Phoroneus was de zoon van de riviergod Inachus en de nimf Melia, de bekendste van de Meliae of van Inachus en Argia zijn zus. Hij was dus de broer van Io.  De eerste stelling is afkomstig uit het werk van Apollodorus van Athene, de tweede was afkomstig van Hyginus in zijn Fabulae (nr. 143). Hyginus beschrijft Phoroneus als een van de eerste mensen uit de Griekse Mythologie. Als dusdanig draagt hij diverse namen in de verschillende streken van Griekenland. 
Aan Phoroneus wordt de ontdekking van het gebruik van het vuur, nadat dat door Prometheus gestolen was en de uitvinding van het smeden toegeschreven. Hij zou ook de stichter geweest zijn van de Heracultus. Hij volgde zijn vader op en werd koning over de ganse Peloponnesos met de toestemming van Zeus. Hij stichtte de stad Phoronikon, later Argos genoemd, waar hij de mensen verzamelde die tot dan toe verspreid hadden gewoond. Op die wijze was hij ook de uitvinder van de markt.
Wat zijn echtgenotes betreft worden er een ganse reeks genoemd, maar met twee nimfen zou hij kinderen hebben gehad. Met Teledice had hij twee kinderen namelijk Apis en Niobe. Niobe zou de eerste sterfelijke vrouw zijn waarmee de oppergod Zeus een verhouding had waaruit Argos en Pelasgos zouden geboren zijn. Met Kerdo zou hij een zoon Kar gehad hebben die volgens de Griekse geograaf Pausanius koning van Megara was.